# Amanita onusta
Amanita onusta, comúnmente conocida como Lepidella cargada, Lepidella de la pólvora o amanita de la pólvora, es una especie de hongo de la familia de las Amanitaceae. Se caracteriza por sus cuerpos fructíferos de tamaño pequeño a mediano que tienen sombreros de color blanco a gris pálido abarrotados de verrugas toscamente cónicas, piramidales o grises irregulares. El estípite es gris blanquecino con restos de velo lanoso o verrugoso, y en la base hay una base en forma de huso o nabo que está enraizada algo profundamente en el suelo.
La especie se distribuye por el este de Norteamérica, desde Nueva Escocia hasta México, y puede encontrarse creciendo en el suelo en bosques caducifolios, sobre todo en los que hay robles, nogales y castaños. Los cuerpos fructíferos huelen algo parecido al polvo blanqueador, y se desconoce su comestibilidad, aunque posiblemente sean tóxicos.

## Descripción
Los cuerpos fructíferos de Amanita onusta tienen capuchones que inicialmente son ampliamente convexos, pero que se aplanan a medida que maduran, alcanzando diámetros de 5 a 10 centímetros (2 a 4 pulgadas). La superficie del sombrero, de color blanco grisáceo, está ornamentada con verrugas elevadas cónicas o piramidales, o con pequeñas escamas (escámulas) aplanadas, simétricamente dispuestas, de color gris a gris parduzco, marrón grisáceo o gris anaranjado, que están densamente dispuestas sobre la superficie.

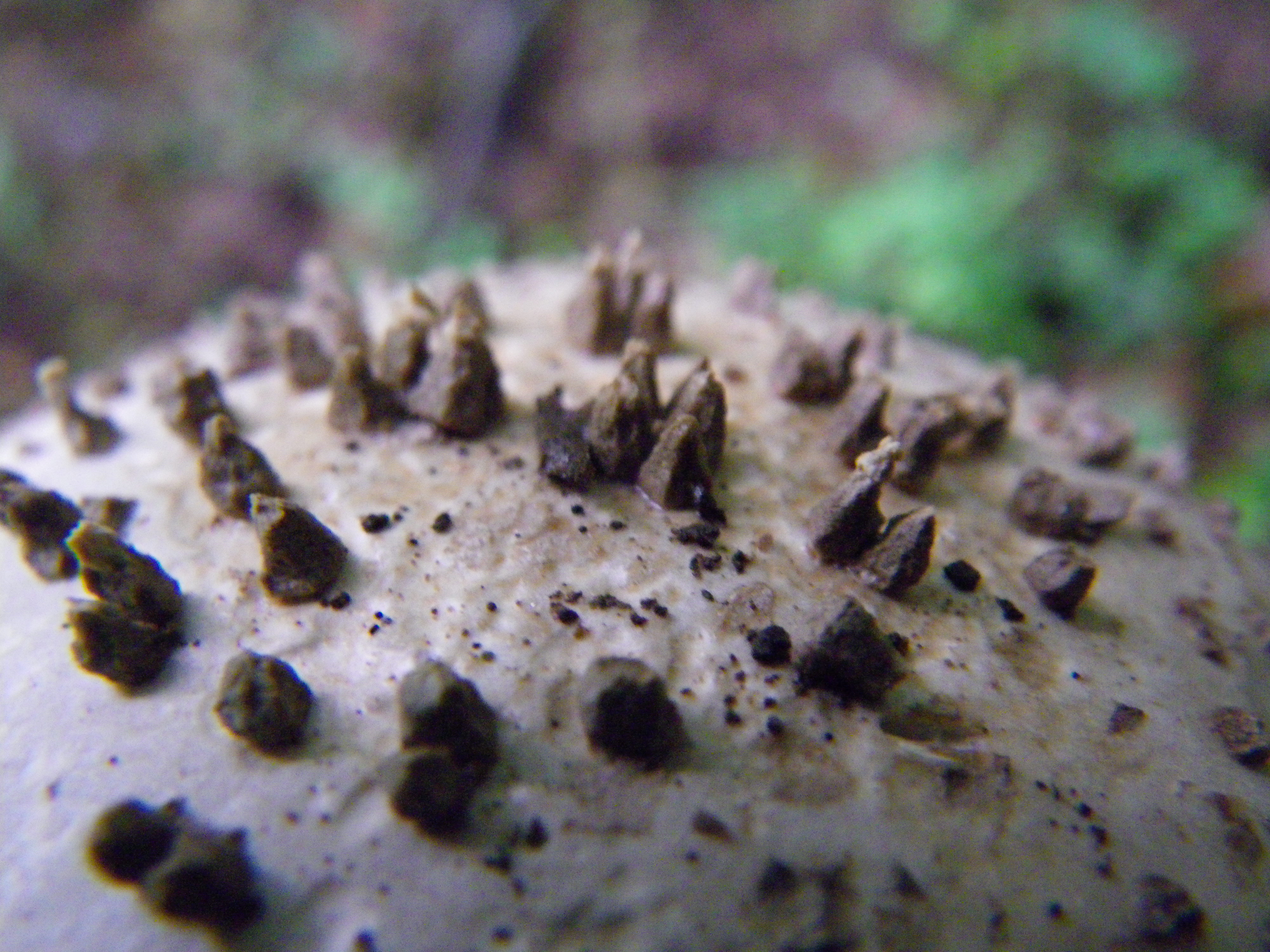
Detalle de la superficie del sombrero.

Las escámulas están menos pobladas cerca del borde del sombrero (el margen). El borde no tiene estrías y suele estar bordeado por restos del velo. Las láminas de la parte inferior del sombrero están muy juntas y libres o estrechamente unidas al pie. Son de color blanco a crema, y están intercaladas con lamélulas cortas (branquias que no se extienden completamente desde el borde del sombrero hasta el pie). Las branquias pueden parecer encharcadas.

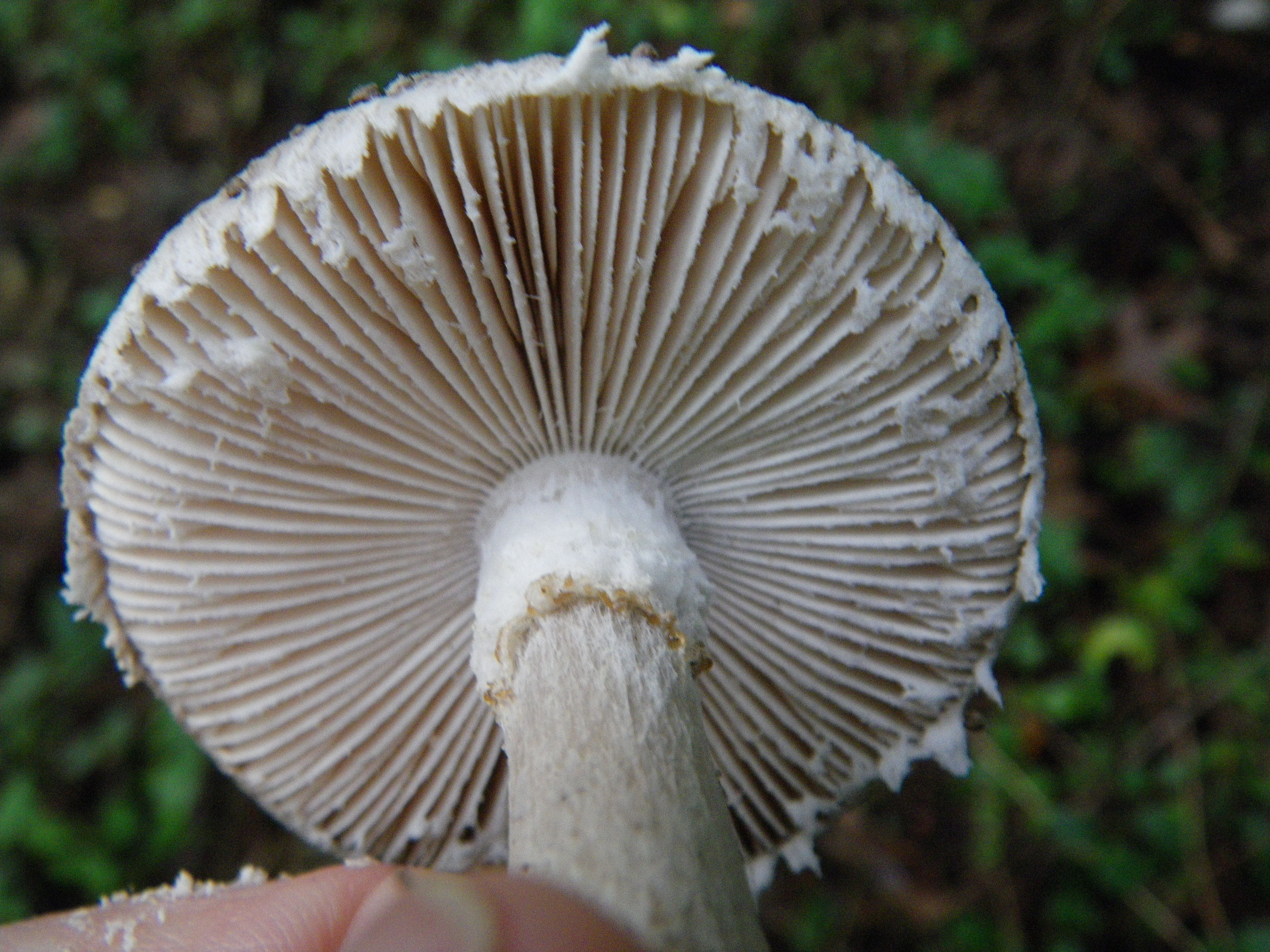
El borde del sombrero tiene fragmentos de velo colgando.

El pie mide de 5,5 a 12 cm (2 a 4 1⁄2 pulgadas) de largo, de 0,6 a 1,5 cm (1⁄4 a 1⁄2 pulgadas) de grosor y se estrecha ligeramente hacia arriba. Es de color gris sólido a gris parduzco cerca de la base, más pálido hacia la parte superior, y parece algodonoso (flocoso) o velloso (fibriloso). El bulbo de la base del estípite tiene forma de huso o nabo y puede enraizar profundamente en el suelo, sobre todo si éste está suelto. El velo parcial es de vida corta, blanco y se adhiere justo por debajo de la parte superior del estípite. Es pegajoso y en la madurez a menudo se adhiere a la parte superior del estípite, o puede tener algunos restos escasos colgando del borde del sombrero. Los restos de velo universal se disponen en hileras de verrugas y manchas de pequeñas escamas de color gris a gris parduzco sobre la parte superior del bulbo; por debajo, el color es un blanco sucio. La carne es firme y blanca. El olor de los cuerpos fructíferos puede variar de suave a "ligeramente desagradable". El olor se ha descrito como parecido al "cloruro de cal", un olor similar al de algunos desinfectantes de baño que contienen lejía.

### Características microscópicas
Observadas en depósito, como con una huella de esporas, las mismas son blancas. Observadas al microscopio, las esporas son de anchamente elipsoides a alargadas, translúcidas, de paredes finas, amiloides y tienen unas dimensiones de 8,3-11,6 por 4,9-6,6 μm. Los basidios (células portadoras de esporas) miden 38-46 por 9-11 μm, tienen forma de garrote, son en su mayoría de 4 esporas, pero algunos son de 2 o 3 esporas, con abrazaderas. Los queilocistidios (cistidios que se encuentran en el borde de una branquia) son células elipsoides de 23,3-31,5 por 11,6-15,7 μm, con forma de maza a pera, en parte en hileras cortas. La cutícula del sombrero tiene un grosor de hasta 168 μm y está formada por hifas entrelazadas de paredes finas de 2-5,3 μm de diámetro y gelatinizadas. En las hifas de esta especie hay conexiones en abrazaderas, que son ramificaciones cortas que conectan una célula con la anterior para permitir el paso de los productos de la división nuclear.

### Especies similares
Amanita onusta puede confundirse con A. cinereoconia por la similitud de los restos de velo pulverulento gris en la superficie del sombrero. A. cinereoconia se distingue de A. onusta por la ausencia de abrazaderas, su sombrero entre pulverulento y verrugoso, así como por la ausencia de verrugas o escamas en la base del pie. A. cinereoconia también huele claramente a cloruro de cal. Otra especie similar es A. costaricensis, que sólo se encuentra en Costa Rica. A. atkinsoniana, otra especie norteamericana, tiene verrugas más cortas y más separadas que las de A. onusta, y las verrugas del bulbo basal están colocadas en filas paralelas.

## Distribución y hábitat
A. onusta crece solitaria o dispersa en el suelo en bosques mixtos de robles, nogales y castaños desde el sur de Nueva Inglaterra hasta Texas. La especie tiene preferencia por los suelos arenosos o sueltos. Su área de distribución se extiende por el norte hasta Nueva Escocia (Canadá) y por el sur hasta México.

## Toxicidad
Se desconoce la comestibilidad de A. onusta, pero se ha descrito como "posiblemente venenosa" y no comestible. En general, es mejor evitar el consumo de especies de Amanita debido a la prevalencia de especies tóxicas en ese género.

## Taxonomía
Amanita onusta fue descrita por primera vez en 1874 por el micólogo estadounidense Elliot Calvin Howe como Agaricus onustus. Más tarde, en 1891, Pier Andrea Saccardo transfirió la especie al género Amanita. La autoridad en Amanita, Cornelis Bas, en su extensa monografía de 1969 sobre el género, situó la especie en su género Microlepis, subsección Solitariae, sección Lepidellus. Esta agrupación de especies de hongos Amanita también incluye A. abrupta, A. atkinsoniana, A. costaricensis (una especie nombrada provisionalmente por Tulloss, Halling y G.M. Muell.), A. nitida (tal como Coker describió la especie) y A. sphaerobulbosa.
El epíteto latino onustusa significa "cargado, portador de carga, agobiado", y es un adjetivo regular derivado de onus, "carga" (la misma palabra que dio origen al inglés onus). A. onusta se conoce comúnmente como "Lepidella cargada", o "Lepidella de la pólvora".